# Elizabeth Forbes
Elizabeth Adela Forbes, nacida Armstrong, (Kingston, Ontario, 29 de diciembre de 1859 – Newlyn, 16 de marzo de 1912) fue una pintora canadiense, que estuvo principalmente activa en el Reino Unido. Solía representar niños en sus pinturas.  
Tras estudiar y trabajar en la Europa continental, Forbes se estableció en Newlyn, Inglaterra, donde fundó una escuela con su esposo, Stanhope Forbes. Sus obras se incluyeron en importantes exposiciones y llegó a ser premiada por sus trabajos. Sus pinturas forman parte de colecciones de museos en Canadá, Estados Unidos e Inglaterra. 

## Biografía
Nacida en Kingston, Ontario, era la hija menor de William Armstrong, un funcionario del Gobierno de Canadá. En ese país recibió su formación en el ámbito privado y continuó sus estudios artísticos en Inglaterra con su madre como acompañante. En 1889, se casó con el pintor de la Escuela de Newlyn Stanhope Forbes con quien tuvo un hijo, Alec, en 1893. En 1904, se instalaron en Higher Faugan.

En su infancia, viajó con su madre a Inglaterra y estudió en la South Kensington Art School (ahora Royal College of Art). Después regresó a Canadá. De 1877 a 1880 estudió en la Liga de estudiantes de arte de Nueva York con el pintor William Merritt Chase, que le recomendó que estudiara en Múnich. Siguiendo su consejo, se fue a Alemania y, a principios de la década de 1880, estudió con J. Frank Currier y Frank Duveneck.

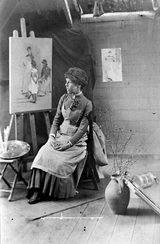
Elizabeth Forbes en su estudio, alrededor de 1890
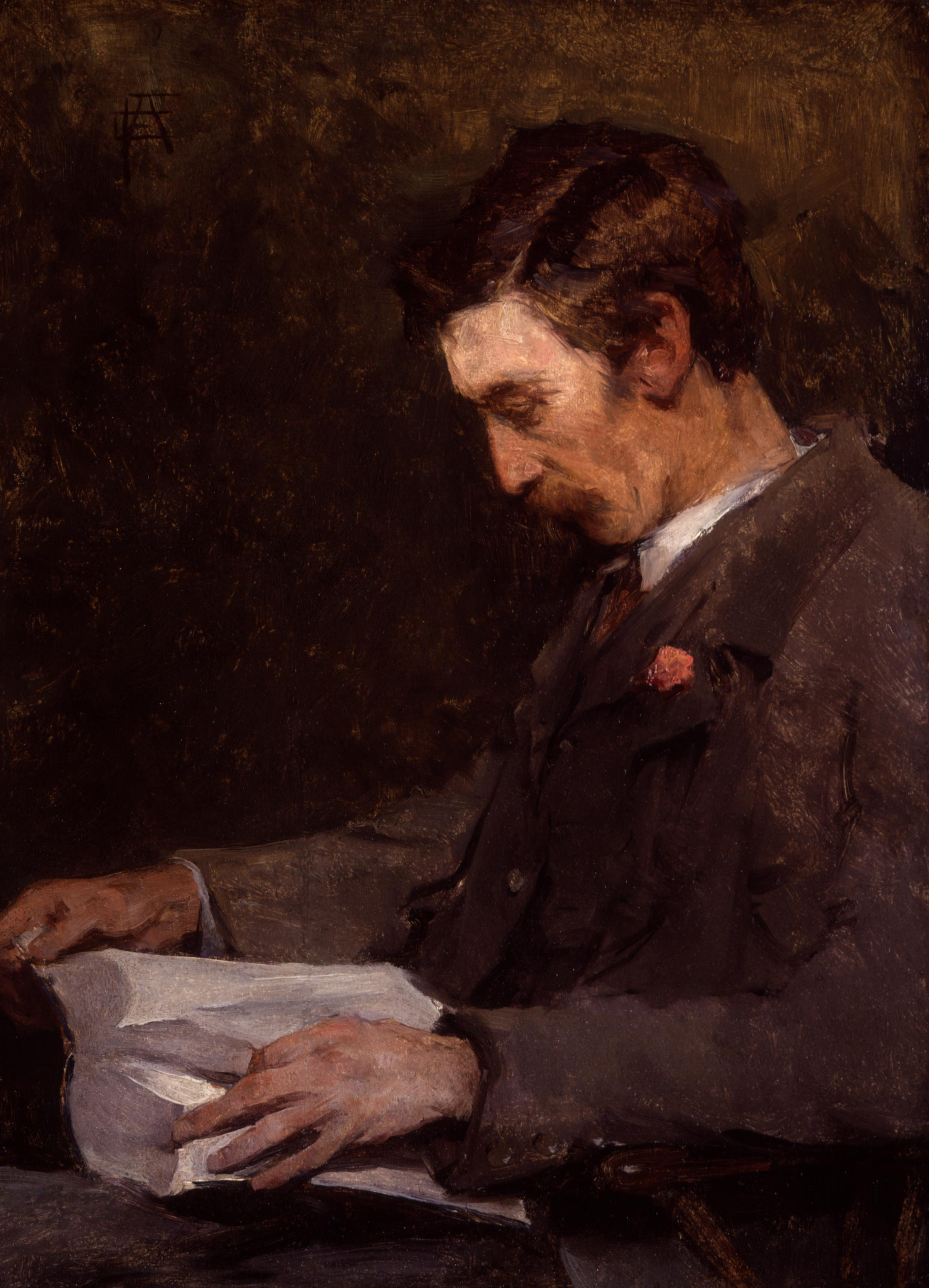
Elizabeth Adèla Forbes, Stanhope Alexander Forbes, antes de 1912
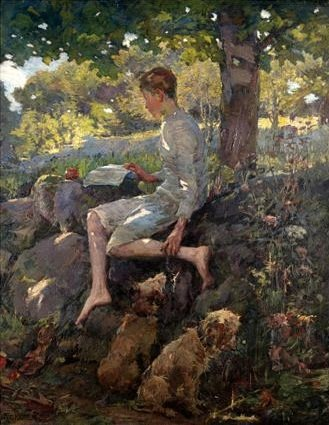
Elizabeth Forbes, The Half Holiday, Alec en casa desde la escuela

 En 1909, buscó tratamientos para el cáncer en Francia y Londres, pero murió en 1912. En un obituario era nombrada como "la Reina de Newlyn" por sus contribuciones al arte colonial.

## Trayectoria
En 1882, exploró la pintura al plenairismo en la colonia de artistas de Pont-Aven en Bretaña donde también dio clases de grabado. En ese periodo, Forbes envió pinturas a Londres para su venta en el Royal Institute, siendo todas ellas vendidas el mismo día de la inauguración de la exposición. Al año siguiente, trabajó como grabadora en Londres y se unió a la Society of Painter Etchers. Durante el verano de 1884, estudió en Zandvoort con William Merritt Chase.
Trabajó en óleo, acuarela y pasteles y realizó grabados, de niños, paisajes y escenas de pesca. Sus obras se expusieron en Londres en el Royal Institute of Painters in Water Colors y en la Royal Academy of Arts. Algunos de sus grabados, influenciados por James McNeill Whistler y Walter Richard Sickert, fueron recopilados por su mentor de Pont-Aven, Mortimer Menpes.
En otoño de 1885, Forbes y su madre se mudaron a Newlyn en Cornwall donde estableció un estudio. Entre 1893 y 1899, llegó a participar en más de 63 exposiciones en Londres.
Después de Newlyn, vivió en St Ives, donde conoció a Stanhope Forbes, con quien se casó en 1889. En contra de los roles sociales de las mujeres casadas, Forbes continuó siendo una artista activa y exitosa después del matrimonio. Además, en 1899 el matrimonio fundó la Escuela de Arte de Newlyn. También fueron fundamentales en la creación y el éxito continuo de la nueva Galería de Arte Passmore Edwards en Newlyn, también conocida como la Galería de Arte Newlyn (NAG). Las obras de arte de Forbes, muchas de ellas de niños, incluido su hijo Alec, tenían influencias del realismo francés. Llegó a ser una artista incluso más exitosa que algunos de sus homólogos masculinos. Era reconocida a nivel nacional, asociada con la Escuela Newlyn o la Escuela Forbes.
En 1900, Forbes llevó a cabo una exposición llamada Children and Child Lore en la Fine Art Society de Londres. En 1904, escribió e ilustró el libro infantil King Arthur's Wood para su hijo. También escribió poesía, y en 1908 fundó The Paper Chase, editado por su amigo F. Tennyson Jesse. En 1910, en la exposición de la Royal British Colonial Society of Artists, Forbes ganó el premio al mérito.
Entre 1990 y 1991, sus obras se exhibieron en la exposición "Cuatro siglos de arte femenino: el Museo Nacional de la Mujer en las Artes". En el 2000, se expuso una retrospectiva de sus obras en la Galería y Museo Penlee House, titulada "Cantando desde the Walls: La vida y obra de Elizabeth Forbes".

## Reconocimientos
En 1891, ganó una medalla en la Exposición Internacional de París y, en 1893, en la Exposición Mundial Colombina de Chicago, una medalla de oro por una de sus pinturas al óleo.
Sus obras fueron incluidas en la Galería Nacional de Canadá, el Museo Nacional de Mujeres Artistas en Washington D. C., el Royal Cornwall Museum, Penlee House, el Museo Victoria y Alberto, el West Cornwall Art Archive y en los museos de Liverpool, Londres y Mánchester.

## Galería

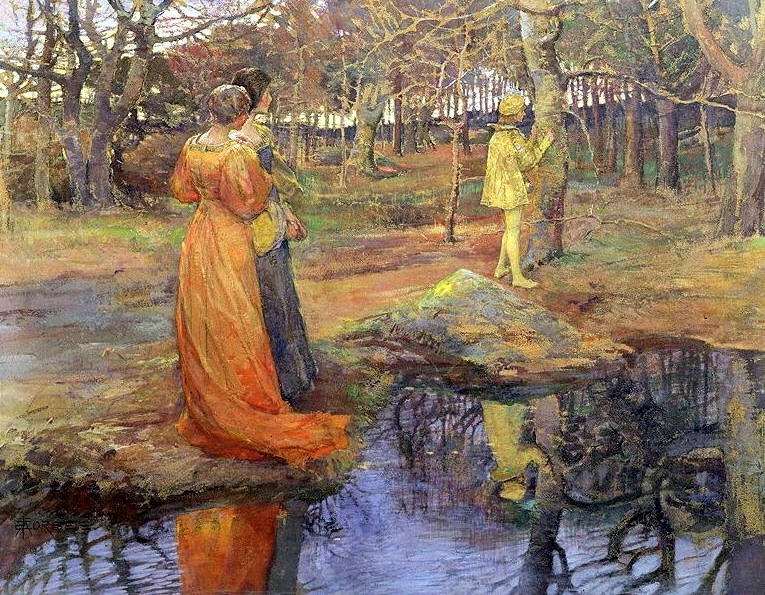
Escena de bosque medieval, 1885
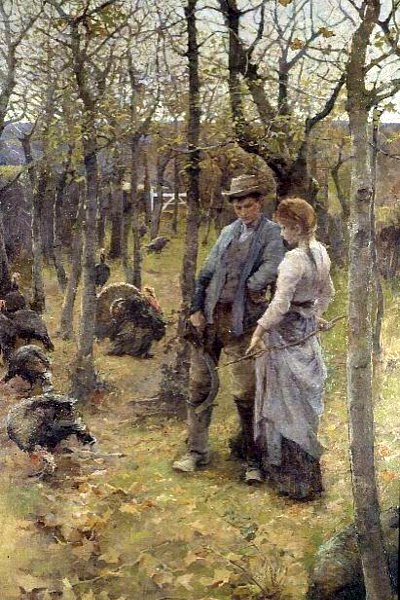
The Edge of the Wood, 1894, óleo sobre lienzo.
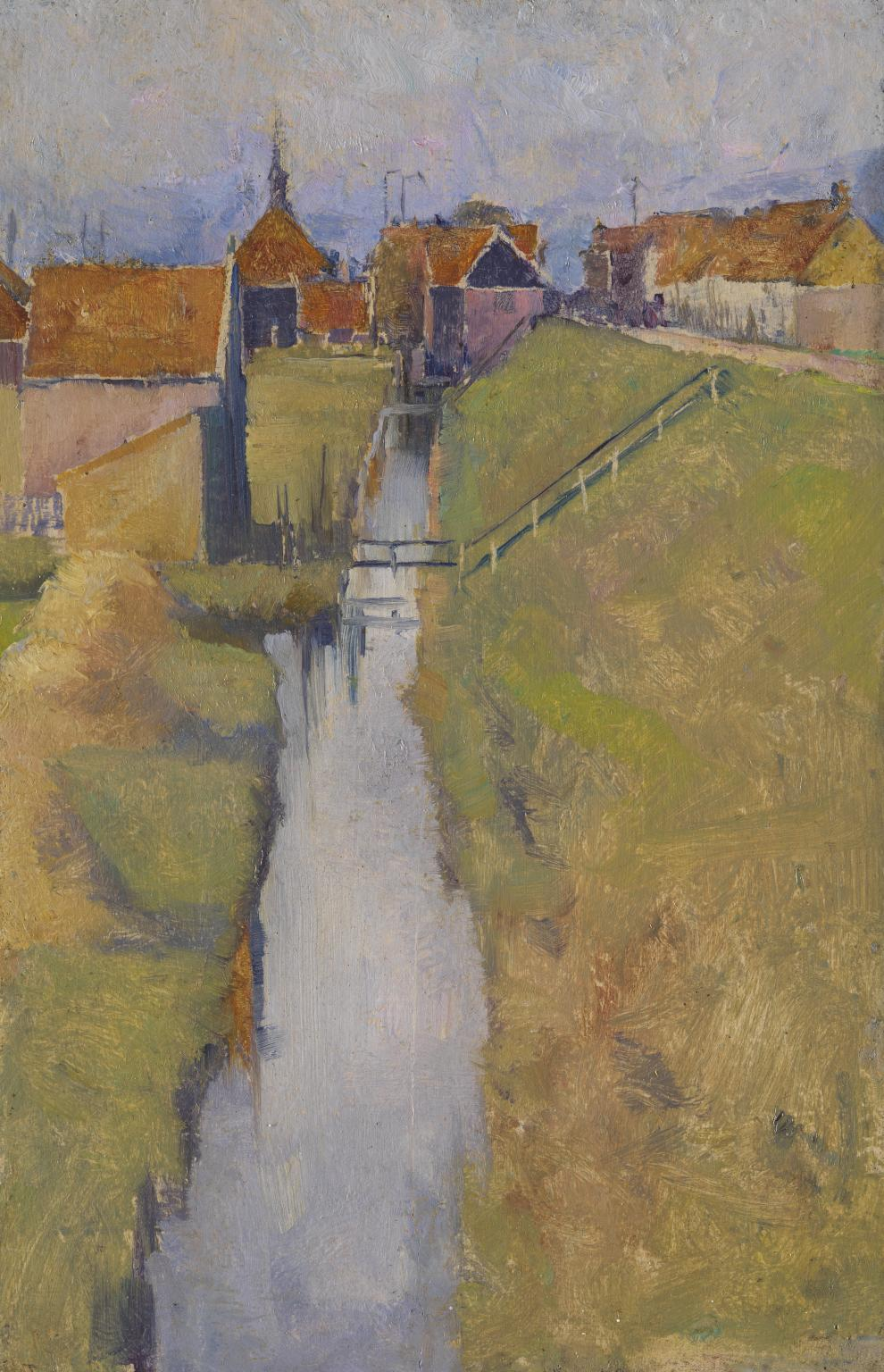
Volendam, Holanda, del Zuidende, quizás 1895, óleo sobre madera, Tate Gallery
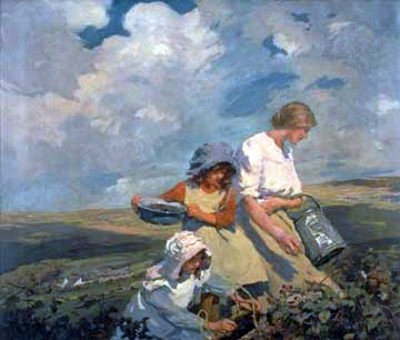
Blackberry Gathering, 1912, óleo sobre lienzo.
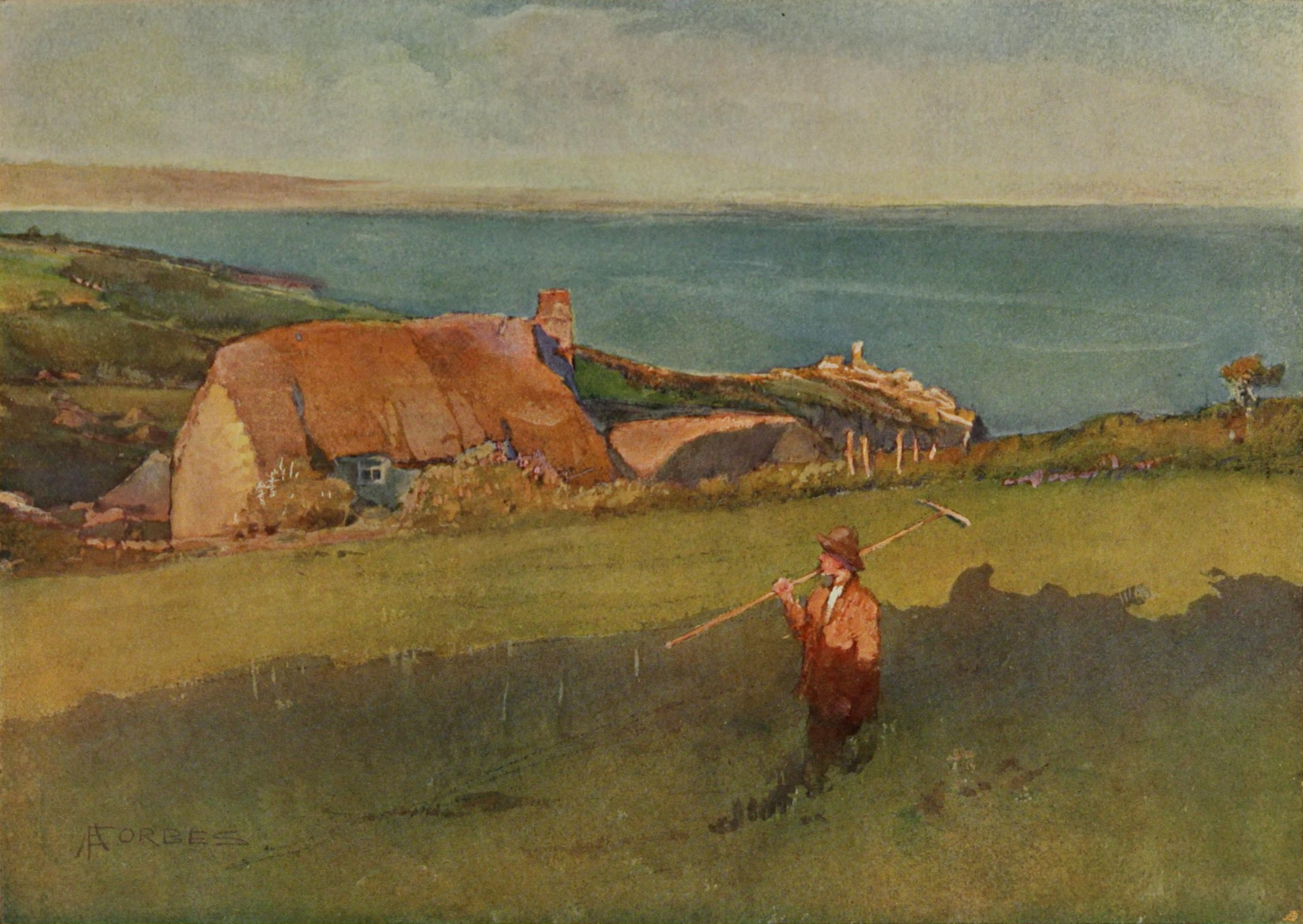
Al otro lado de la Bahía Mounts
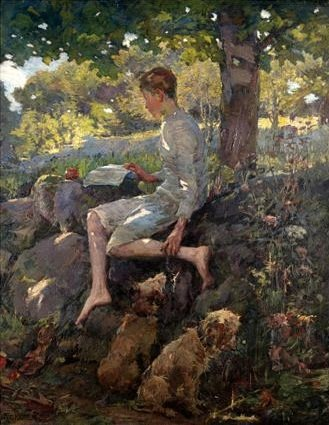
The Half Holiday, Alec home from school
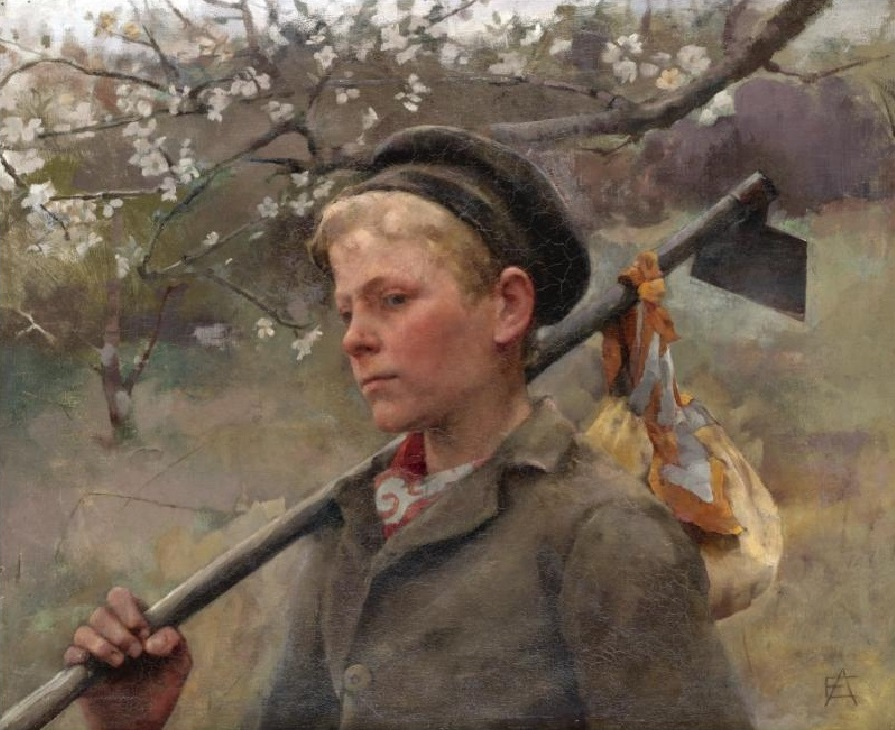
Abril, óleo sobre lienzo
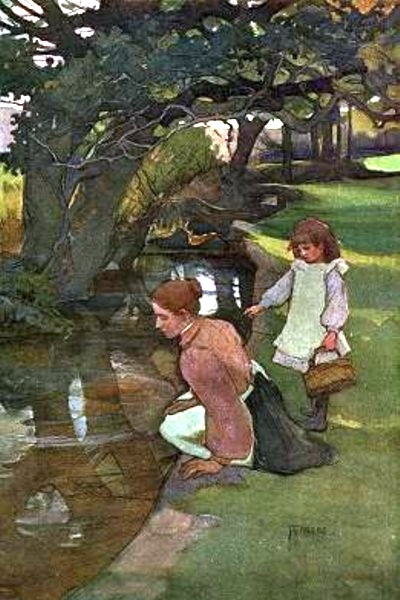
Por el arroyo, óleo sobre lienzo
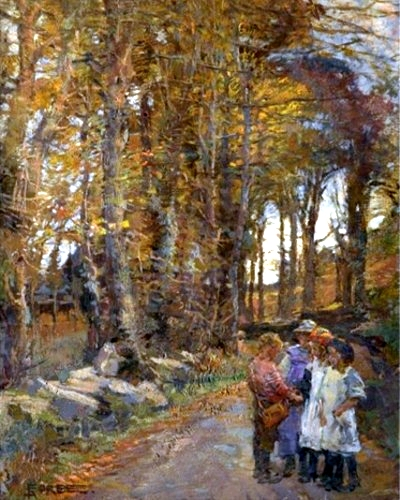
En el camino, óleo sobre lienzo
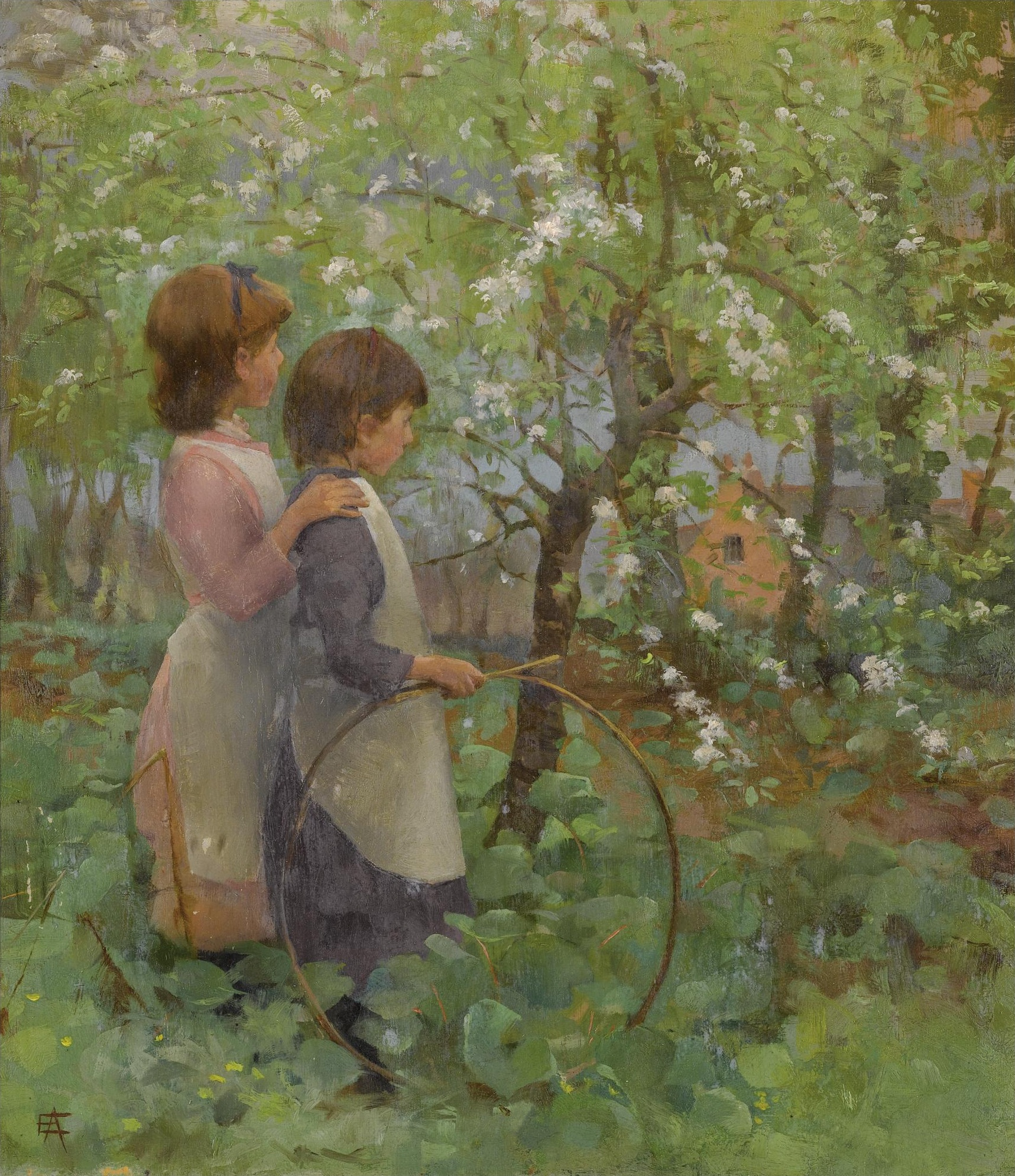
The Orchard
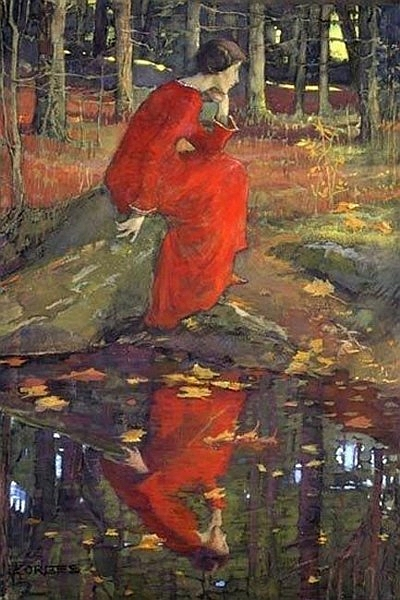
La hoja, 1897/1898, acuarela sobre papel
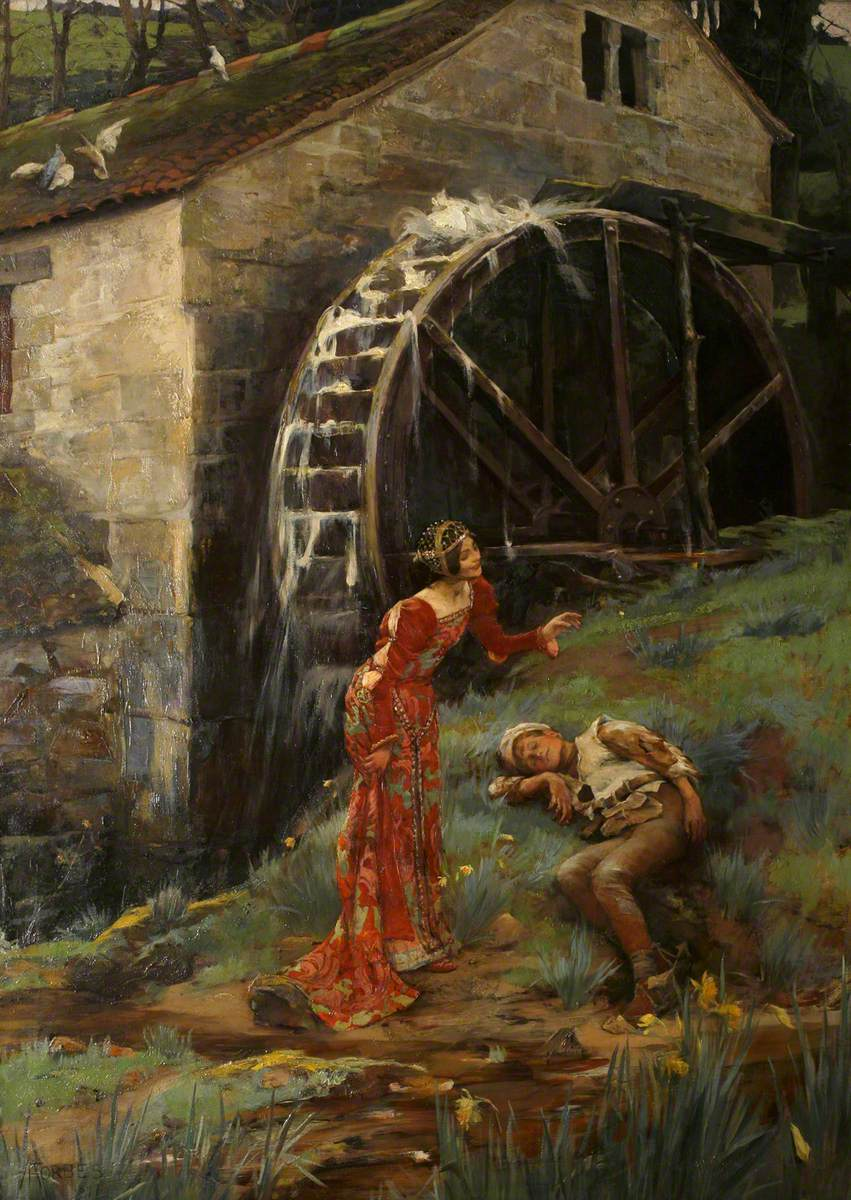
A dream princess, 1897
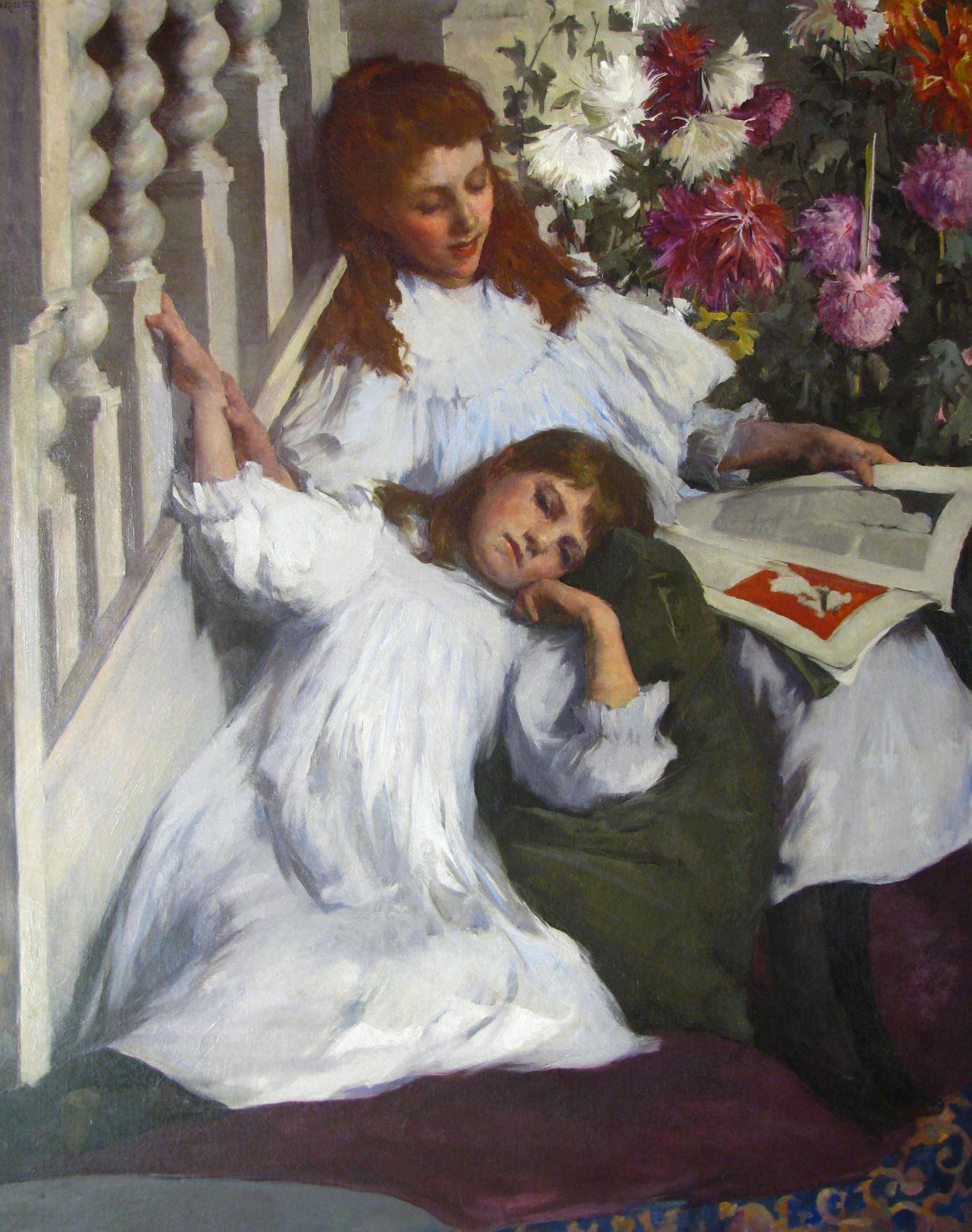
Hermanas, 1895
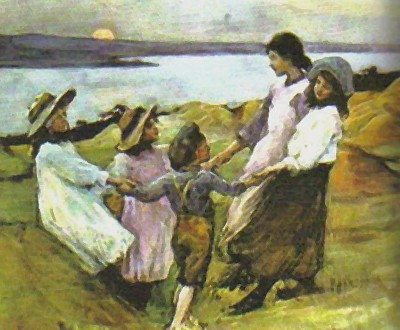
Ring a Ring O'Roses, 1880
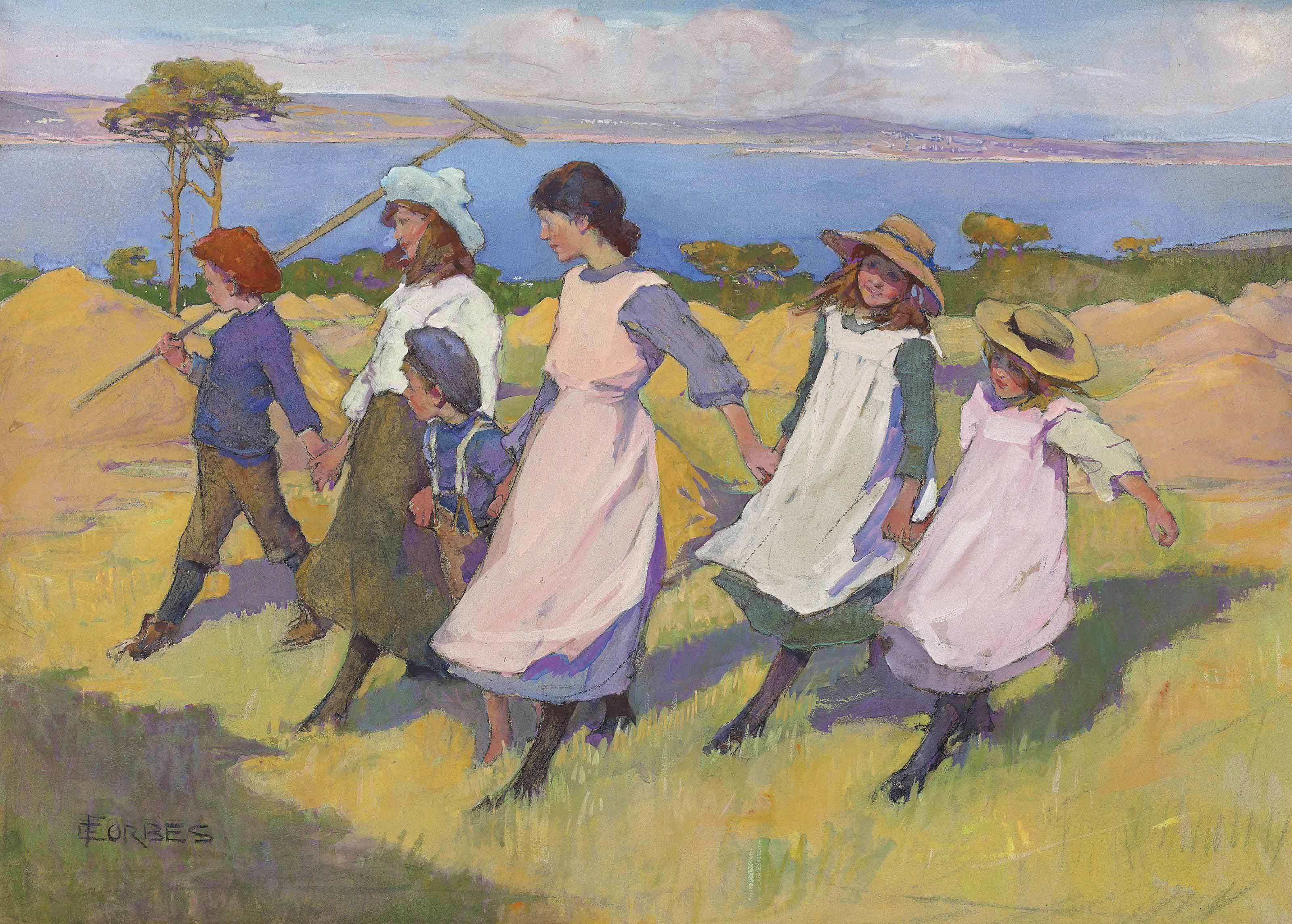
Here we are gathering nuts in May